# Ford Maverick (Amérique)
Pour les articles homonymes, voir Ford Maverick.
La Ford Maverick est un modèle de voiture du constructeur américain Ford produite aux États-Unis, au Canada, au Mexique et au Venezuela de 1969 à 1977 et au Brésil de 1973 à 1979. Il s'agissait d'une berline compacte à deux ou quatre portes, dont la configuration est basée sur celle de la Ford Falcon de 1960.
Son nom est dérivé des bovins non marqués au fer appelés Maverick. Pour cette raison, le nom de la voiture est accompagné de deux cornes de Texas Longhorn. Par ressemblance avec la forme de la voiture vue de profil, le point culminant du mont Roraima, un tepuy aux frontières entre le Brésil, le Guyana et le Venezuela, est appelé Maverick Stone.

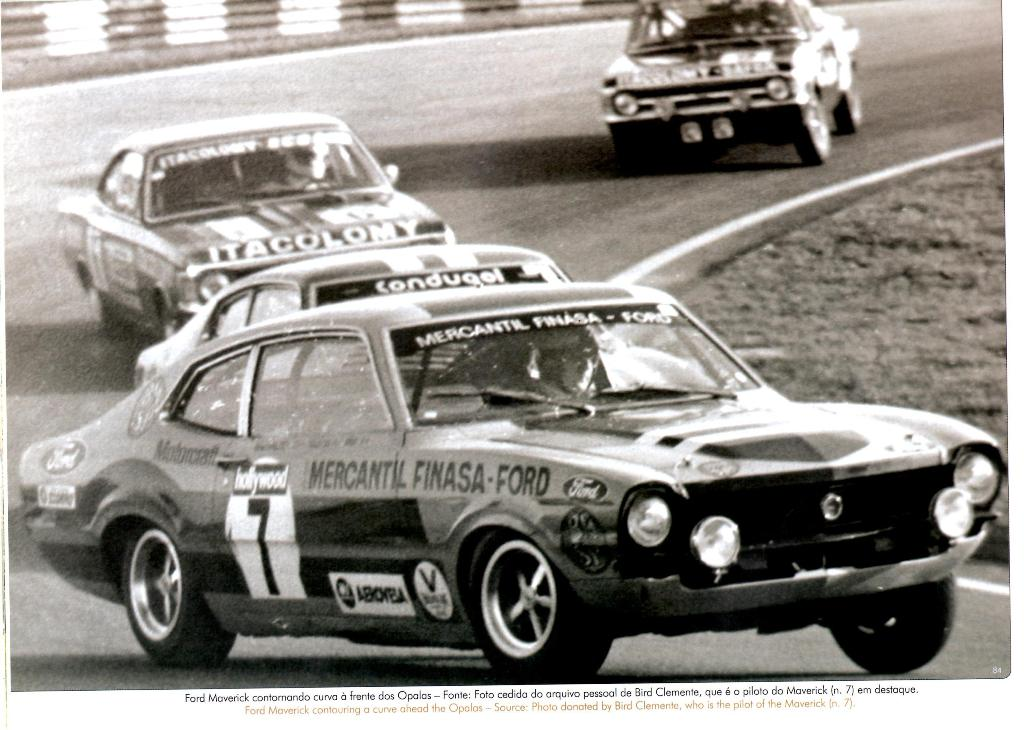
Une Ford Maverick sur un circuit au Brésil dans le milieu des années 1970.

## Histoire
La Maverick a été introduite le 17 avril 1969 comme MY 1970. Le Maverick était initialement conçu et commercialisé en tant que modèle sous-compact «chasseur d'importation», destiné à concurrencer les nouvelles rivales japonaises Honda, Datsun et Toyota vendues en Amérique du Nord. La Falcon, la voiture compacte de Ford depuis 1960 et principale rivale des Chevrolet Nova et Dodge Dart, avait vu ses ventes décimées par l'introduction de la Mustang en 1964, et malgré une refonte en 1966, elle était incapable de respecter les futures normes de la National Highway Traffic Safety Administration des États-Unis sur les véhicules automobiles, qui entreraient en vigueur le 1er janvier 1970. Par conséquent, la production de la Falcon a été interrompue au milieu de l'année MY 1970, et la Maverick repositionnée en tant que compacte d'entrée de gamme de Ford, donnant à la Nova et à la Dart une nouvelle rivale. Une plus grande Falcon, qui était une version bas de gamme rebaptisée de Fairlane, a duré la seconde moitié de l'année modèle,, puis s'en alla.
Le style de la Maverick comportait un long capot, le toit fastback et un coffre court popularisé par la Mustang, sur un empattement de 2.616 mm (103 pouces) - et des vitres latérales arrière escamotables.
Près de 579.000 Maverick ont été produites lors de la première année, approchant de la première année record des ventes de Mustang (près de 619.000), et ont facilement dépassé les ventes de la Mustang d'un peu moins de 200.000 en 1970. La production totale de Maverick nord-américaine (1969-1977) a atteint 2.099.263 exemplaires.
La hausse des prix de l'essence et la demande croissante de voitures plus petites résultant de la crise pétrolière de 1973 ont fait gagner en popularité la Maverick. La production de la Maverick a chuté en 1975 avec la sortie de la Granada, une compacte de luxe de style plus européen (la Granada et la Maverick partageaient le même châssis de base).

### Finitions et variantes
Initialement uniquement disponible en tant que berline deux portes, les premiers modèles n'avaient pas de boîte à gants, qui a été ajoutée au cours de l'année modèle 1973 (les modèles du début de 1973 n'avaient toujours pas de boîte à gants). Une berline quatre portes sur un empattement de 109,9 pouces (2,791 m) a été introduite pour 1971.
Lors de l'introduction, les couleurs de peinture extérieure ont été nommées avec des jeux de mots, y compris "Anti-Establish Mint", "Hulla Blue", "Original Cinnamon", "Freudian Gilt" et "Thanks Vermillion" - et avec des noms plus typiques, y compris Black Jade, Champagne Gold, Gulfstream Aqua, Meadowlark Yellow, Brittany Blue, Lime Gold, Dresden Blue, Raven Black, Wimbledon White, and Candyapple Red.
Dans la première moitié de la production du modèle de 1970, deux options de moteur étaient disponibles, un six cylindres en ligne 105 ch (78 kW) de 170 pouces cubes (2 800 cm3) et un six cylindres en ligne 120 ch (89 kW) de 200 pouces cubes (3 300 cm3). Un six cylindres en ligne de 250 pouces cubes (4100 cm3) a été ajouté au milieu de l'année.
Les publicités et la réclame comparaient la Maverick, à 1995 $, à la plus petite Volkswagen Coccinelle, dont le prix était d'environ 500 $ de moins,. La Pinto est devenue plus tard la principale concurrente de Ford face à la Coccinelle dans la catégorie des sous-compactes, tout en étant également en concurrence, dans ce segment, avec les sous-compactes Chevrolet Vega et AMC Gremlin, nouvelles sur le marché à l'époque.
Les premières Maverick comportaient des volants à deux branches avec anneaux de klaxon partiels, également trouvés dans d'autres Ford de 1969, tandis que les modèles produits fin 1969 avaient des volants révisés sans anneaux de klaxon. En outre, les premiers modèles avaient le commutateur d'allumage dans le tableau de bord tandis que les voitures construites après le 1er septembre 1969 avaient les commutateurs d'allumage montés sur les colonnes de direction verrouillables, comme toutes les autres Ford de 1970, conformément à un nouveau mandat de sécurité fédéral qui est entré en vigueur avec l'année modèle 1970.
Un modèle quatre portes a été introduit pour 1971, disponible avec un toit en vinyle. Mercury a également relancé la Comet en tant que variante rebadgée de la Maverick. Aussi pour 1971, un V8 optionnel, avec 210 ch (160 kW) et 302 pouces cubes, a été introduit pour la Comet et la Maverick. La Comet se distinguée de la Maverick en utilisant une calandre, des feux arrière, une garniture et un capot différents.
La finition Maverick Grabber a été introduite au milieu de l'année 1970. En plus d'un montage de pneu plus grand, la finition comprenait des graphiques et des garnitures, y compris un aileron. Elle a été offerte de 1970 à 1975. En 1971 et 1972, la Grabber venait avec un capot spécial de style "double dôme".
La finition «Sprint», offerte pour 1972, comportait de la peinture bicolore blanche et bleue avec des rayures rouges et un intérieur spécial de couleur coordonnée. Les panneaux de quart arrière comprenaient un bouclier stylisé du drapeau américain. Cette finition célébrait les Jeux olympiques de 1972 et n'était disponible que pendant un an,,.
Le niveau de finition «Luxury Decor Option» (LDO) introduit à la fin de l'année modèle 1972 comprenait des sièges baquets inclinables en vinyle souple, de la moquette moelleuse, des garnitures de tableau de bord en similibois, des pneus radiaux avec des enjoliveurs de luxe couleur carrosserie et un toit en vinyle. Le niveau de finition Maverick LDO a été l'une des premières compactes américaines à être commercialisée en tant qu'alternative moins chère (et domestique) face aux berlines de luxe et de tourisme européennes plus chères comme les Mercedes-Benz, BMW, Audi et autres[réf. nécessaire].
Des modifications mineures ont été apportées de 1973 à 1975. Pour 1973, le moteur de 170 pouces cubes a été abandonné, faisant du six cylindres en ligne de 200 pouces cubes le moteur standard. De plus, des freins améliorés et une calandre chromée auparavant en option sont devenus de série. Une chaîne stéréo AM/FM, des roues en aluminium et un pare-chocs avant légèrement plus grand, pour se conformer à la réglementation fédérale des pare-chocs de 5 MPH, étaient également de série. En 1974, la Maverick est restée inchangée, à l'exception de nouveaux pare-chocs de 8 km/h exigés par le gouvernement fédéral pour l'avant et l'arrière, qui nécessitaient de nouveaux capuchons d'extrémité de panneau de quart arrière.
La Maverick a reçu des modifications mineures pour 1975, notamment de nouvelles calandres et le remplacement des plaques signalétiques Maverick sur le capot et le couvercle du coffre par des plaques signalétiques Ford, en lettres moulées.
En 1976, la Grabber a été abandonnée et une finition "Stallion" a été introduite. La finition Stallion était livrée avec une peinture et des garnitures spéciales. Les Maverick standard ont reçue de nouvelles calandres et des freins à disque avant en équipement standard, ainsi que de nouveaux freins de stationnement à pédale qui ont remplacé les anciennes unités de poignée en T sous le tableau de bord. Les ventes ont continué de baisser[réf. nécessaire].
Dans sa dernière année, la Maverick est restée inchangée pour 1977, sauf pour une finition Police qui n'a pas été suffisamment améliorée pour le travail de la police et qui s'est vendue à moins de 400 unités. La Maverick était produite au Brésil jusqu'en 1979. La place de la Maverick a été essentiellement prise par la Fairmont de 1978 dans la gamme nord-américaine de Ford. La Maverick n'a subi aucun changement significatif vers la fin de sa durée de vie, puisqu'elle devait être à l'origine remplacée par la Granada en 1975. Cependant, Ford a décidé de continuer à vendre les deux gammes jusqu'à l'introduction de la Fairmont de l'année modèle 1978.

## Ford Maverick brésilien

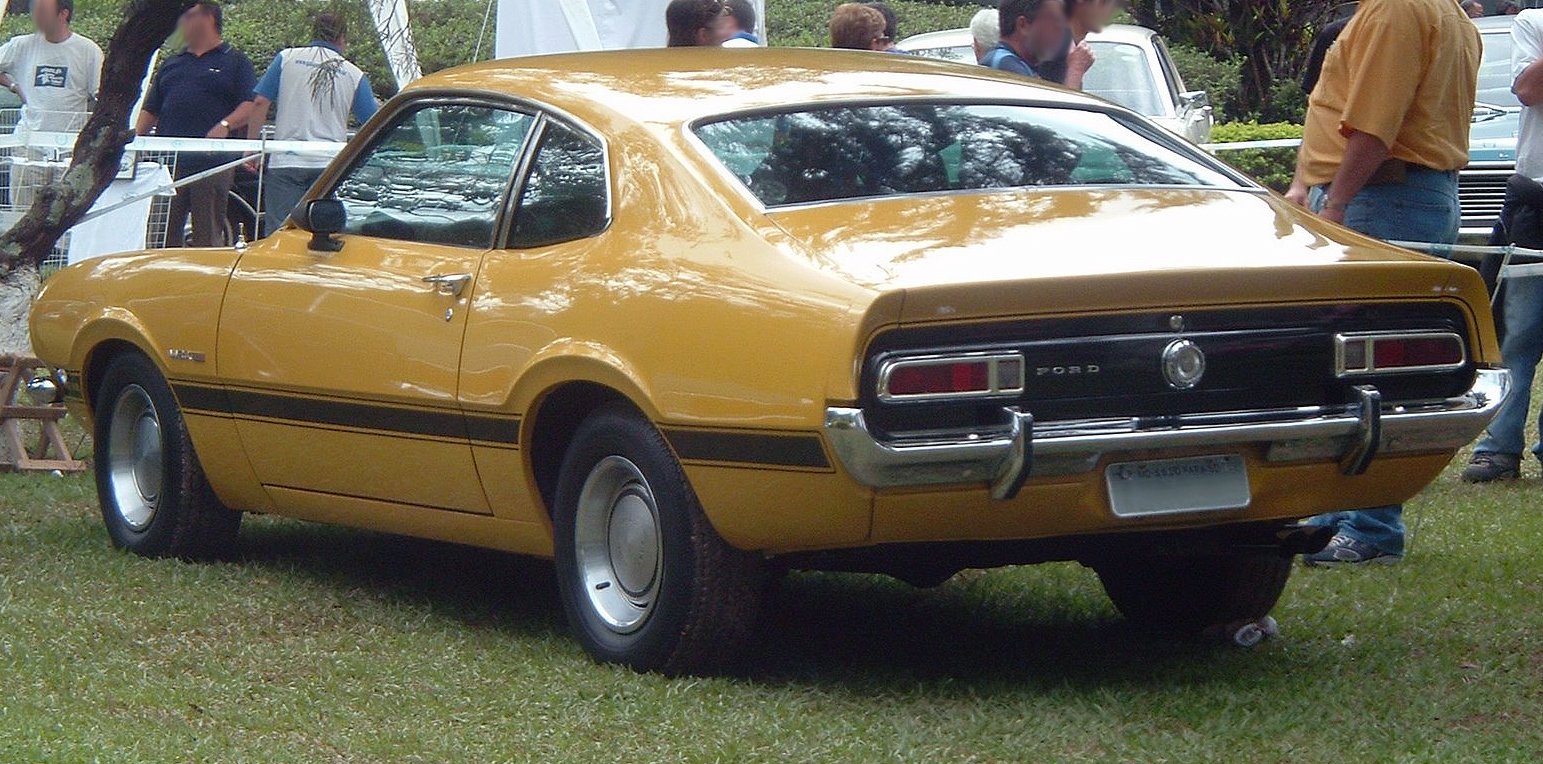
Vue arrière Ford Maverick brésilienne

En 1967, Ford do Brasil a racheté la filiale brésilienne du constructeur Willys-Overland, Willys-Overland do Brasil. Willis-Overland avait engagé un projet de conception d'une nouvelle voiture moyenne que Ford a ainsi "récupéré". Après d'importantes modifications, Ford a finalisé le projet sur lequel Willys avait travaillé en partenariat avec Renault pour remplacer la Dauphine produite au Brésil et en France qui a abouti aux modèles Ford Corcel au Brésil et à la Renault 12 en France. En 1967, Ford lance la production de la Ford Galaxie au Brésil mais Chevrolet do Brasil lance, en 1968, un modèle milieu de gamme de luxe, l'Opala. Ford songe à fabriquer au Brésil la Taunus européenne mais, le coût de fabrication de la voiture avec la suspension arrière à roues indépendantes et le moteur, s'est avéré irréaliste. Pour éviter de dépenser 70 millions US$, Ford choisit d'adapter au marché local le Ford Maverick, lancé aux États-Unis en 1969.
Le premier Maverick brésilien est sorti de la chaîne de montage le 4 juin 1973. La présentation officielle a eu lieu le 20 juin 1973 à Rio de Janeiro. La voiture était commercialisée avec trois finitions : Super (modèle standard), Super Luxo (SL) et GT en versions berline quatre portes et coupé, équipée d'un moteur six cylindres en ligne ou d'un V8 en option, avec une transmission manuelle à quatre rapports (levier au plancher) ou automatique à trois vitesses (levier sur la colonne de direction). Le Maverick GT représentait le haut de gamme.
À l'époque, l'automobiliste brésilien avait une très nette préférence pour les voitures à deux portes et le modèle à quatre portes n'était pas bien accepté. Le Maverick a fait l'objet de nombreuses critiques : manque d'espace à l'arrière, mauvaise visibilité arrière, moteur six cylindres 2,6 L hérité de la Willys Itamaraty de 1960 avec beaucoup de couple, mais des accélérations lentes, 0 à 100 km/h en 20 secondes et une consommation élevée : 20 l/100 km.
En 1975, avec l'arrêt de l'usine de moteurs Ford à Taubaté, il a été remplacé par un moteur quatre cylindres en ligne moderne de 2,3 litres, avec arbre à cames en tête et courroie de distribution, Georgia 2,3. La même année, pour homologuer le Kit Quadrijet pour les courses de Division I, Ford lance le Maverick Quadrijet, véritable légende parmi les anciens pilotes. Le Maverick Quadrijet était un Maverick 8 cylindres dont le moteur était équipé d'un Quadruple Carburateur (d'où le nom "Quadrijet"), d'un collecteur d'admission spécifique, d'un calage des soupapes à 282º et un taux de compression du moteur porté à 8,5:1 (7,3:1 sur les moteurs standards), avec une puissance portée de 140 à 185 ch à 5.600 tr/min.
En fin d'année 1976, le Maverick Mk2 (MY 1977) a été présenté. Il bénéficie de légères retouches de carrosserie, nouvelle calandre et feux arrière agrandis, d'un nouvel intérieur, mais surtout d'un système de freinage plus efficace et d'une suspension permettant l'utilisation de pneus radiaux.
La production du Ford Maverick brésilien s'est terminée en 1979 après 108.106 exemplaires. Aux États-Unis, 2.247.227 Mavericks ont été vendus entre 1969 et 1977.

### Renouveau du Maverick (2021)
Article principal: Ford Maverick (2021)
Le 30 avril 2020, un modèle 3D d'un hayon Ford portant le nom Maverick a été divulgué. Cela a commencé à faire spéculer qu'un nouveau pick-up compact porterait la plaque signalétique Maverick. Le 20 juillet 2020, une photo de ce qui semble être un hayon en tôle correspondant au rendu du modèle 3D a été divulguée. Un rapport ultérieur incluait plus de détails, alléguant qu'il serait basé sur le Ford Transit Connect et plus petit que le Ford Ranger de quatrième génération introduit en 2019.

### Galerie

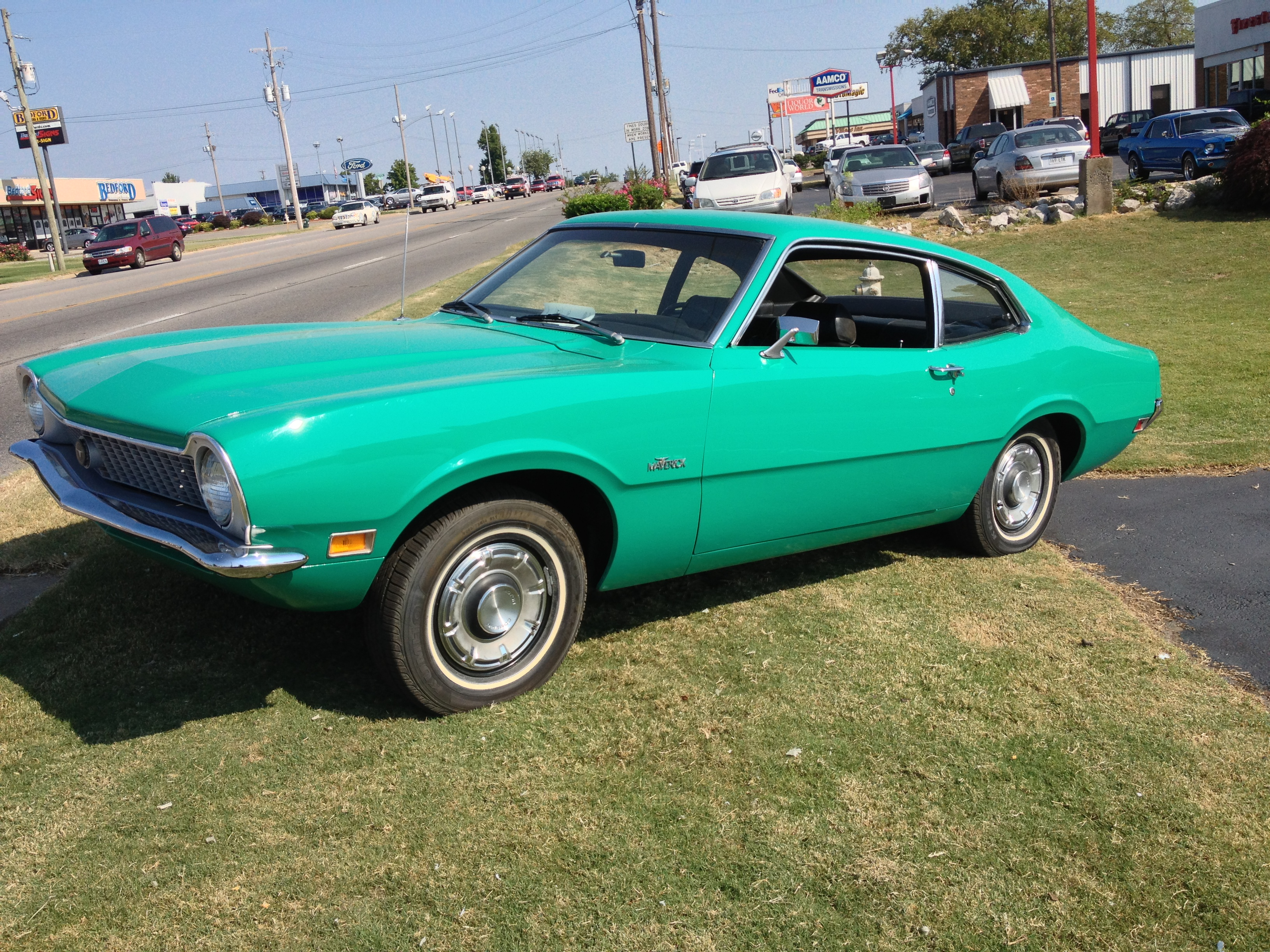
Maverick berline 2 portes de 1970-1972.
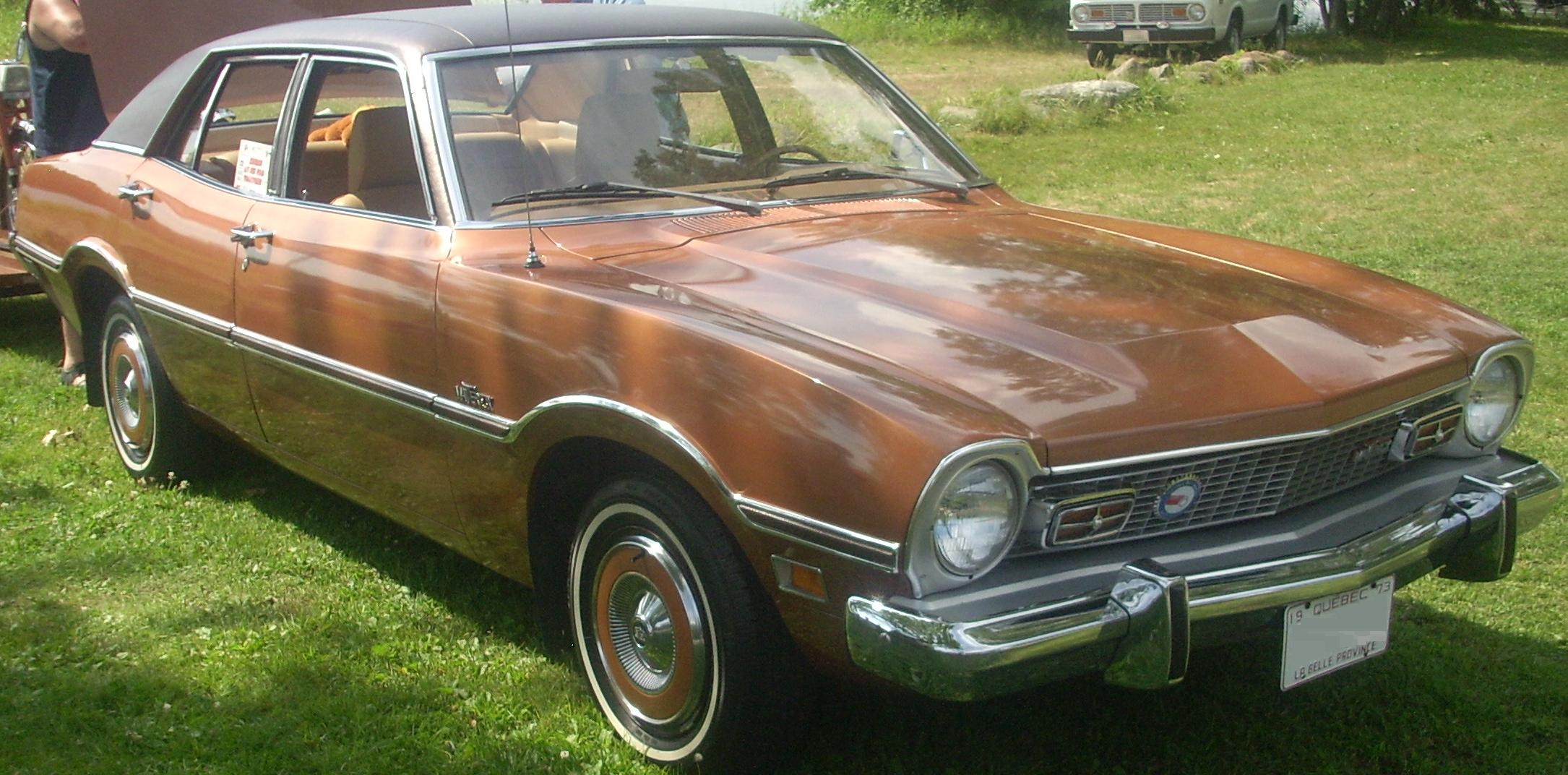
Maverick berline 4 portes de 1973.
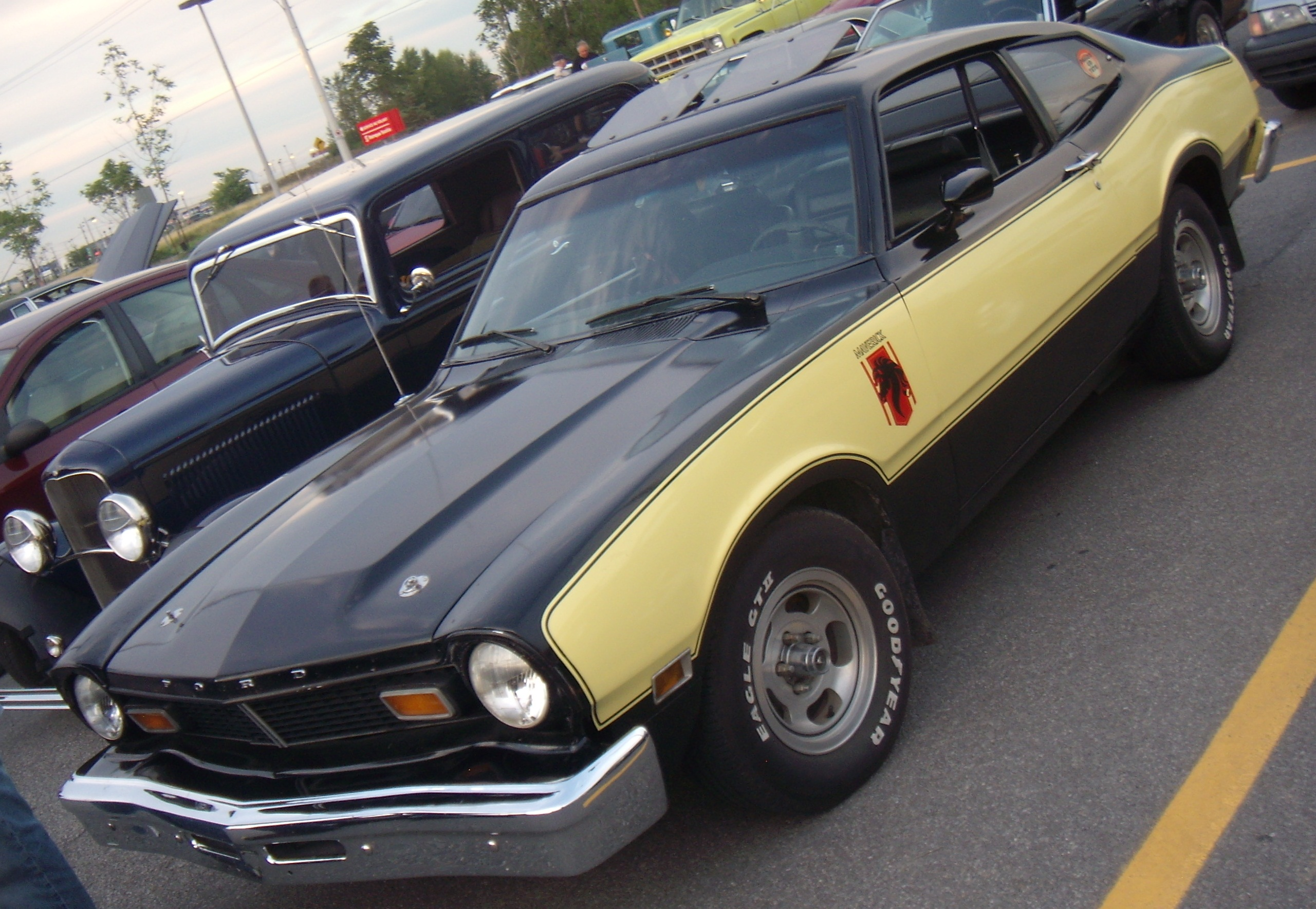
Maverick Stallion berline 2 portes de 1976.

## Référence
- (en) Cet article est partiellement ou en totalité issu de l’article de Wikipédia en anglais intitulé « Ford Maverick (Americas) » (voir la liste des auteurs).

1. ↑  (es) « Roraima Tepuy », La Gran Sabana y Canaima (consulté le 19 juin 2012)
2. ↑  Lewis, McCarville & Sorensen, FORD 1903 TO 1984 By The Auto Editors of Consumer Guide, Skokie, IL, Publications International Ltd., 1983, 243, 256 (ISBN 0-88176-151-6, lire en ligne )
3. ↑  « Ford drops Falcon, keeps Maverick », Associated Press,‎ 4 septembre 1969, p. 31 (lire en ligne)
4. ↑  « Ford models », (advertisement),‎ 23 février 1970, p. 31 (lire en ligne)
5. ↑  « Ford to bring out bigger Falcon », Milwaukee Sentinel,‎ 9 décembre 1969, p. 6, part 2 (lire en ligne)
6. 1 2  « Ford Maverick », (advertisement),‎ 4 novembre 1969, p. 9 (lire en ligne)
7. ↑  Fifty Years of American Automobiles, p. 189
8. ↑  « Ford to Increase Mustang Production to Meet Consumer Demand » [archive du 3 janvier 2008]
9. ↑  « Advance Auto Parts Mustang history page » [archive du 6 décembre 2006]
10. ↑  (en) « Ford (USA) Maverick production numbers », sur automobile-catalog.com (consulté le 31 mai 2023).
11. 1 2  « 1973 Ford Maverick », (advertisement),‎ 21 septembre 1972 (lire en ligne)
12. ↑  Lewis, McCarville & Sorensen, Ford 1903 to 1984, Skokie, Illinois, The Auto Editors of Consumer Guide, Publications International, Ltd., 1983, 256, 273 (ISBN 0-88176-151-6, lire en ligne )
13. ↑  « "1969½" Ford Maverick », sur Ford Maverick (consulté le 15 mars 2019)
14. ↑  « Barnfinds: 1972 Ford Maverick Sprint », sur Barnfinds.com (consulté le 15 mars 2019)
15. ↑  « 1972 Ford Sprint USA Shield Decal », sur Autokrafters.com (consulté le 15 mars 2019)
16. ↑  « The 1972 Sprints », sur Ford Maverick (consulté le 15 mars 2019)
17. ↑  (pt) « Version Ford Maverick Super V8 avec carburateur Holley Quadrijet » (consulté le 31 mai 2023)
18. ↑  (en) « Ford (USA) Maverick production numbers and sales volume » (consulté le 31 mai 2023)
19. ↑  « Leaked: 2022 Ford Maverick Truck? Could This Be the Next Ford Ranger or Bronco-Based Pickup? »
20. ↑  « Ford Maverick Tailgate Leaked Photo Points To New Compact Pickup »
21. ↑  « Leaked Ford Maverick Details Hint at Short Unibody, 2.0L Four-Cylinder Engine »